# Von Baeyer (cràter)
El cràter d'impacte von Baeyer està situat a la cara visible de la Lluna, situat a prop del Pol Sud de la Lluna. Es troba directament adjacent a Svedberg i al nord-est i al sud dels prominents cràters Scott i Demonax, respectivament.

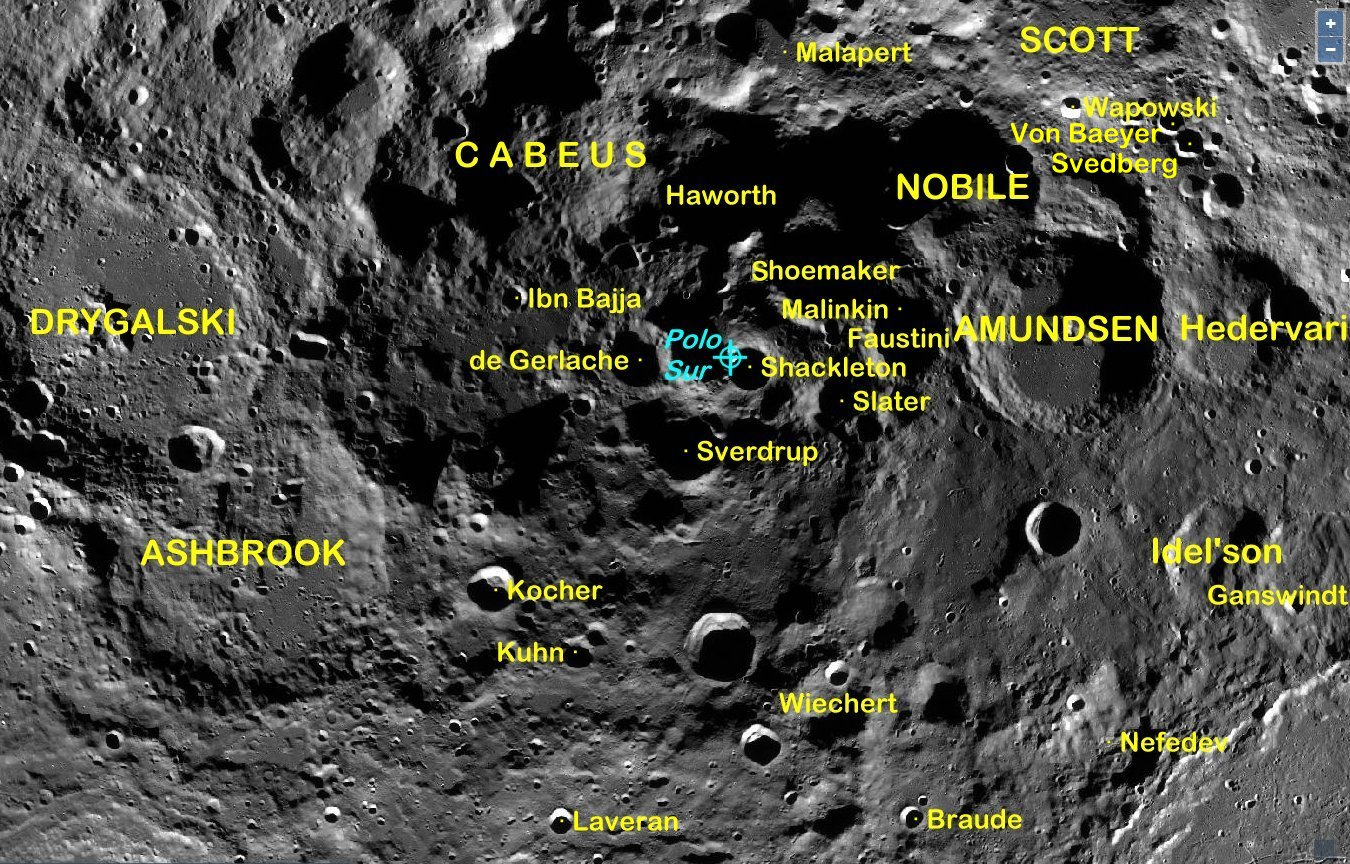
Localització de von Baeyer (quadrant superior dret de la imatge)
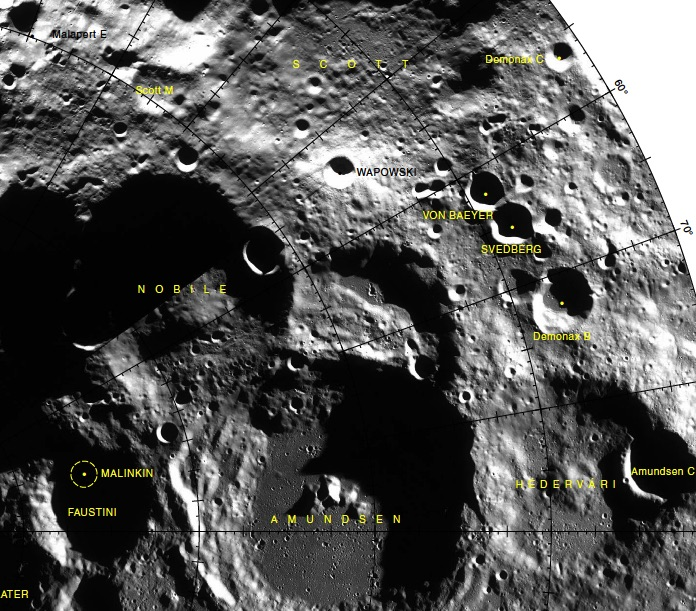
Rodalies del cràter von Baeyer

El cràter té forma circular, amb una vora de perfil clarament definit. El fons del cràter es troba en l'ombra permanentment per la seva proximitat a el Pol Sud lunar.
Deu el seu nom al químic alemany Adolf von Baeyer (1835-1917), commemorat per la UAI en 2009.